# Ołeh Naduda
Ołeh Mykołajowycz Naduda, ukr. Олег Миколайович Надуда, ros. Олег Николаевич Надуда, Oleg Nikołajewicz Naduda (ur. 23 lutego 1971 w Kijowie, Ukraińska SRR) – ukraiński piłkarz, grający na pozycji pomocnika, reprezentant Ukrainy, trener piłkarski.

## Kariera piłkarska

### Kariera klubowa
Wychowanek DJuSSz Dynamo Kijów. W 1990 rozpoczął karierę piłkarską w SKA Kijów, następnie grał w Nywie Winnica. Stąd w 1994 został zaproszony do Spartaka Moskwa. W 1995 doznał kontuzji brzucha, przez co nie mógł występować. Wyjechał leczyć się do Izraela, gdzie potem został zawodnikiem pierwszoligowego klubu Maccabi Herclijja. W 2001 powrócił do Ukrainy, gdzie bronił barw amatorskich zespołów Dnipro-Jewrosyb Kijów, Unisport-Budstar Kijów, Fakeł-HPZ Warwa, Jednist' Płysky i Metalist-UHMK Kijów. W 2006 zakończył piłkarską karierę w klubie Arsenał Biała Cerkiew.

### Kariera reprezentacyjna
26 kwietnia 1995 debiutował w reprezentacji Ukrainy w meczu kwalifikacyjnym Euro-96 z Estonią, wygranym 1:0.

## Kariera trenerska
W 2007 roku rozpoczął karierę trenerską. Do października 2008 trenował trzecioligowy ukraiński klub Arsenał Biała Cerkiew. W 2010 pomagał Wjaczesławowi Hroznemu trenować Arsenał Kijów.

## Sukcesy i odznaczenia
- mistrz Rosji: 1994
- mistrz Pierwszej Lihi Ukrainy: 1993